# Vaccéens
Les Vaccéens (en latin: Vaccaei) sont un peuple celte vivant dans les plaines sédimentaires de la vallée centrale du Douro, fleuve qui borde leurs territoires au sud tandis que l'ouest est bordé par le fleuve Pisuerga. Ce territoire correspond aujourd'hui à la Tierra de Campos entre la province de León et la Vieille-Castille. Ils sont mentionnés dès 220 av. J.-C. lors de la campagne d'Hannibal dans les territoires intérieurs de l'Ibérie. Ils furent définitivement soumis par la République romaine en 100 av. J.-C. et, sous la pression ultérieure des Wisigoths (au Ve siècle), s'établirent au pied des Pyrénées, sur un territoire correspondant à la Navarre, le nord de l'Aragon, le Béarn et la Bigorre.

## Histoire

### Origines
Les Vaccéens sont probablement en grande partie d'origine celtique. Leur nom est peut-être dérivé du mot celte vacos qui signifie « tueur », car ils sont des combattants célèbres. Cependant, quelques chercheurs ont déduit que le nom Vaccaei est peut-être en réalité issu de Aued-Ceia, une contraction de Ceia, le nom antique présumé de la rivière moderne Cea, auquel on a ajouté le préfixe de racine indo-européenne aued (eau).
Ils ont souvent agi en association avec leurs voisins, les Celtibères, suggérant qu'ils aient pu faire partie des peuples celtibériens. Ils ont une société égalitaire et stricte qui pratique la réforme agraire et la distribution alimentaire commune. Cette société faisait partie d'un substrat hispano-celtique qui explique l'affinité culturelle, socio-économique, linguistique et idéologique des Vaccéens, Celtibères, Vettons, Lusitaniens, Cantabres, Astures et Gallaeci,,. La civilisation vaccéenne est le résultat d'un processus d'évolution locale, important des éléments d'autres cultures, soit en accueillant des migrants, ou soit lors de contacts culturels ou commerciaux avec des peuples voisins. Il est possible qu'à partir du IVe siècle av. J.-C. les Vaccéens soient entrés en guerre contre les Arvaques pour le contrôle de la Meseta orientale.

### Domination carthaginoise

Les zones d'influence en Méditerranée occidentale au moment du début de la deuxième guerre punique.

Traditionnellement agressifs, les Vaccéens sont loin d'être la « nation inoffensive et soumise » décrite par Paul Orose. Ils participent aux migrations celtes du Ve siècle av. J.-C. aux côtés des Arvaques et des Lusones pour s'installer dans les régions ouest et sud-ouest de la péninsule Ibérique. Au début du IIIe siècle av. J.-C., ils aident les Turmodigi à se libérer de la domination des Autrigons.
Les Vaccéens sont mentionnés pour la première fois par Tite-Live, quand Hannibal décida de les soumettre en 220 av. J.-C., en conquérant la ville d'Hermantica (ou Elmantica selon Polybe), puis de Zamora (ou Arbucala selon Polybe, après un long siège, où ils montrèrent toutes leurs valeurs,. Les habitants d'Hermantica parvinrent à s'unir avec le peuple des Olcades, battu par Hannibal l'année précédente, ils réussirent également à convaincre les Carpétans (ou Carpesi) pour tendre au général carthaginois une embuscade sur la voie du retour, aux alentours du fleuve Tage. Hannibal réussit, cependant, à battre leurs armées jointes, composé d'environ 100 000 hommes, principalement des Carpétans, après avoir réussi à éviter l'embuscade tendue près du fleuve Tage. Lors de cette bataille, la ruse d'Hannibal prévalut sur ces trois peuples, car les forces ennemies commencèrent à traverser le fleuve avec armes et bagages pour se ranger en vue de la bataille imminente sur la rive opposée, le général carthaginois lança son armée sur l'armée ibère, les Ibères furent battus et soumis à la domination carthaginoise,.
Le général carthaginois avait atteint son but : tout le pays situé au-delà de l'Èbre, Sagonte exceptée, subissait le joug de Carthage. La deuxième guerre punique allait débuter.

### La domination romaine
Le début de la domination romaine dans la péninsule Ibérique a commencé avec la Deuxième guerre punique. Publius Cornelius Scipion, père de Scipion l'Africain et son frère Cnaeus Cornelius Scipio Calvus ont débarqué en Hispanie avec des forces composées de deux légions et de nombreux alliés : soit 22 000 fantassins, 2 000 cavaliers et 60 quinquérèmes. Le plan était d'attaquer Carthage, considéré comme pas tout à fait prête, et d'attaquer Hannibal avec une armée en Hispanie en demandant de l'aide aux populations locales.
Des ambassadeurs romains furent envoyés en Hispanie pour rechercher l'alliance des tribus celtibères qui ont été pendant des années en lutte contre les Carthaginois. Mais, tandis que certaines tribus acceptaient, d'autres comme les Vaccéens, se souvenant de l'échec de l'aide romaine à Sagonte, refusèrent d'aider Rome. Cependant à partir de 193-191 av. J.-C., certaines tribus celtibères commencèrent à se soumettre parmi lesquels les Orétans, les Carpétans, les Vettons et les Vaccéens aux deux gouverneurs romains : Caius Flaminius et Marcus Fulvius Nobilior.
En 152 av. J.-C., malgré le succès diplomatique de Marcus Claudius Marcellus (les cités rebelles celtibères de Nertobriga et d'Ocilis se réconcilièrent avec Rome), un second conflit éclata avec les populations celtibères. La révolte en Lusitanie absorba la plupart des hommes et des ressources romaines, dans le même temps dans la haute vallée du Duero le peuple des Vaccéens commença à donner les premiers signes d'agitations. Cantonné aux portes de Numance, le général romain conclut un pacte avec les Arévaques qui vivaient dans la région environnante. Ce pacte qui dans la pratique prévoyait le paiement d'une petite indemnité de guerre à Rome et la restauration des accords de 179 av. J.-C., sera étendu aux autres tribus celtibères en 151 av. J.-C.. La paix atteinte permit à Lucius Licinius Lucullus et à Scipion Émilien, successeurs de Marcus Claudius Marcellus, de faire une guerre préventive dans le pays des Vaccéens, en conquérant les villes de Cauca et Intercatia et en pillant systématiquement les campagnes et les petites bourgades agricoles.
Une décennie plus tard (en 139 av. J.-C.), Marcus Popillius Laenas avait pris la place de Quintus Pompeius, il pilla les terres des Vaccéens de nouveau et de la tribu celtibère des Lusones. Une nouvelle tentative de s'emparer de Numance de la part du général romain Caius Hostilius Mancinus, en 137 av. J.-C., se brisa contre la résistance de la population de la ville. Dans les deux ans qui suivirent, le front celtibère resta tranquille relativement, pendant que Rome était engagée dans la pacification définitive de la Lusitanie (en 136 av. J.-C.) et dans une lutte interminable contre les Vaccéens (en 135 av. J.-C.). Avec la suppression définitive de la première poche importante de résistance, les Celtibères étaient maintenant presque entièrement encerclés par leur puissant adversaire latin.
En 134 av. J.-C., fut rappelé en Hispania Scipion Émilien, consul pour la deuxième fois, même s'il n'avait pas encore passé les dix années prévues par la loi romaine pour être de nouveau admissible. Il accompagne Caius Marius, alors âgé de vingt-trois ans, le prince numide Jugurtha et le meilleur historien de l'époque, le grec Polybe, conseiller et ami personnel du vainqueur de Carthage. Scipion Émilien se rend compte que Numance est la plaque tournante du système de défense arvaque et plus généralement celtibère, et il décide de capturer la cité avec toutes les forces disponibles. Dévasté, comme ses prédécesseurs, le pays des Vaccéens subit la destruction de ses récoltes par peur qu'elles puissent être utilisées pour ravitailler les Celtibères et en automne il commença le siège de la cité de Numance. Après presque un an de résistance vaillante, accédée depuis alors à une dimension presque mythique, avec la population décimée par la malnutrition et les infirmités, Numance capitula, et avec elle la rébellion arvaque et des autres peuples révoltés, y compris les Vaccéens (en 133 av. J.-C.). La troisième et dernière guerre celtibère était terminée définitivement et Rome pouvait ainsi imposer sa domination sur la majeure partie de la péninsule Ibérique.

## Géographie

### Aire géographique

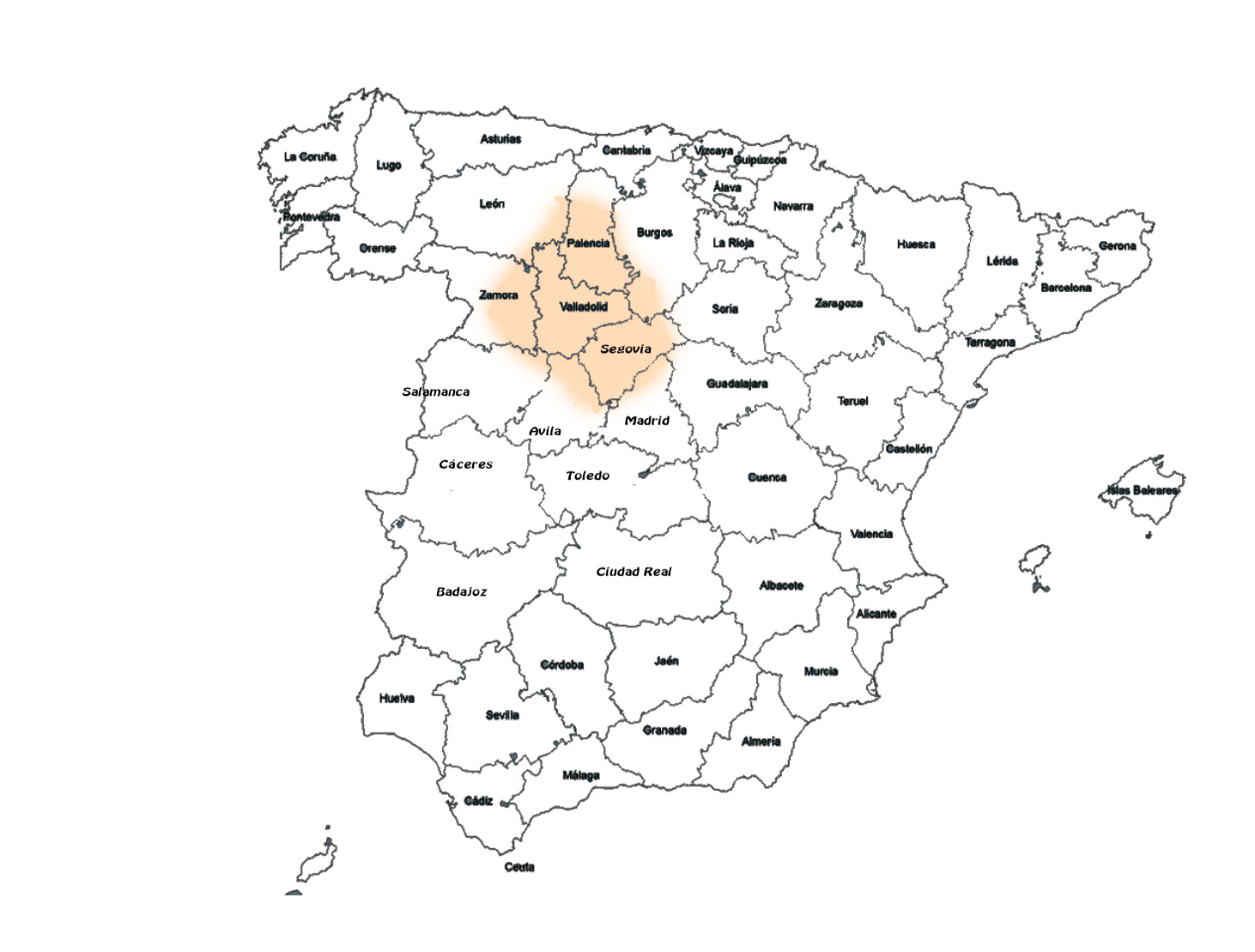
Territoire approximatix supposé des Vaccéens.

La civilisation vaccéenne s'étend sur le centre du plateau du Nord sur les deux rives du Douro. Leur capitale est Pallantia (Palencia ou Palenzuela) et Claude Ptolémée dénombre sur leur territoire vingt civitas incluant Helmantica/Salmantica (Salamanque), Arbucala (Toro), Pincia ou Pintia (Padilla de Duero), Intercatia (Paredes de Nava), Cauca (Coca), Septimanca (Simancas), Rauda (Roa), Dessobriga (Osorna) et Autraca ou Austraca située sur les rives de la rivière Autra (Odra) proche du territoire des Autrigons à la fin du IVe siècle av. J.-C. Il est difficile de cerner les frontières de ce peuple, en plus de leur variation au cours du temps. Leur territoire occupe toute la province de Valladolid et une partie de celle du León, de Palencia, de Burgos, de Ségovie, d'Ávila, de Salamanque et de Zamora. À l'arrivée des Romains, les rivières Cea et Esla les séparent des Astures au nord-ouest, alors que la ligne qui est tracée entre les rivières Esla et Pisuerga au nord de Carrión de los Condes semble être la frontière avec les Cantabres. À l'Est, les rivières Pisuerga et Arlanza marquaient la limite avec les Turmogi et un peu plus au sud, déjà dans les provinces de Soria et de Ségovie, les Arvaques étaient leurs voisins et leurs alliés. Au sud et sud-ouest, la frontière avec les Vettons semble plus difficile à établir (peut-être la zone des rivières Trabancos/Guareña). Il est également probable qu'ils prenaient contact avec les Lusitaniens à l'ouest de la province de Zamora.

### Villes
Les Vaccéens étaient concentrés autour de grands noyaux urbains, qui n'avaient aucune organisation hiérarchique. Le plus grand oppidum des Vaccéens compta jusqu'à quelques milliers d'habitants, c'est-à-dire bien plus que les modestes communautés Soto précédentes. Les murs des villes étaient construits à partir d'adobe et de bois, et possédaient des fossés défensifs. Il y avait de grands secteurs résidentiels et les périphéries étaient situées en dehors des murs de ville. Un secteur était également prévu pour le dépôt des déchets et pour la production artisanale.

## Société

### Éléments culturels

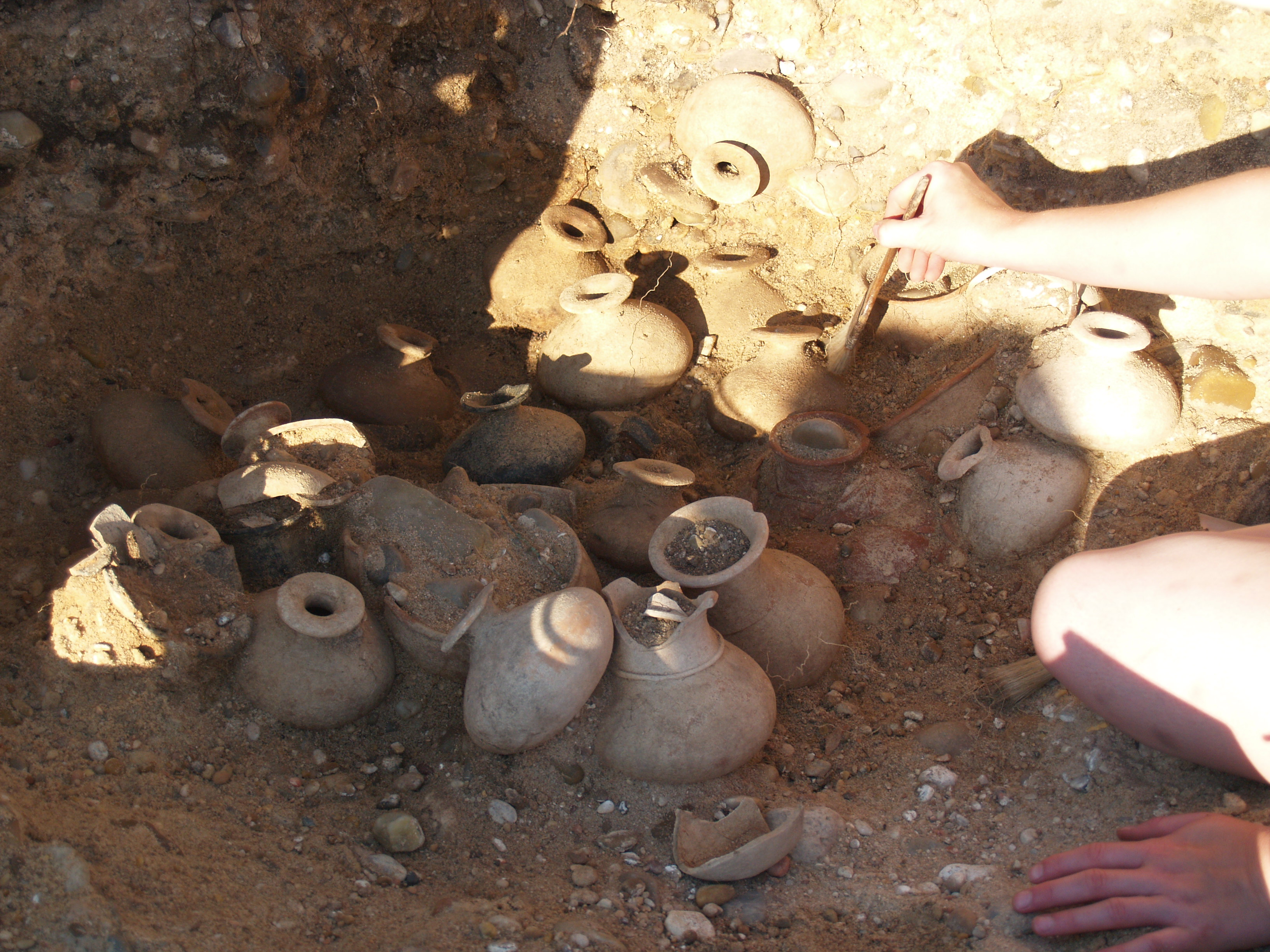
Une fosse fouillée à Pintia en juin 2008, contenant de nombreuses bouteilles de parfum.

L'archéologie a permis d'identifier les Vaccéens avec le deuxième Âge du fer (culture Duero)- qui s'est développé à partir du premier Âge du fer (Soto de Medinilla) vers 800-400 av. J.-C. dans le bassin du Duero moyen et qui est affilié au peuple des Turmogi. Ceci est confirmé par l'étude stratigraphique de leurs règlements, où ont été trouvés des éléments de la culture vaccéenne au-dessus des vestiges des cultures précédentes. Par exemple, à Pintia (aujourd'hui Padilla de Duero - Valladolid), il y a la preuve d'une implantation humaine continue depuis le Chalcolithique jusqu'à l'Âge du fer, quand les Vaccéens apparaissent. La nécropole à Pintia est actuellement fouillée chaque été par une équipe d'étudiants internationaux sous la surveillance de l'université de Valladolid et du centre Federico Wattenberg des études vaccéennes.
La valorisation des aspects culturels du sud de l'Espagne vient d'être prise en compte dans les enquêtes initiales et les données fournies par des études sur la route intérieure de l'étain, ce qui a permis depuis 1970 d'importants progrès dans la compréhension de la formation de la civilisation vaccéenne. Actuellement, l'existence d'une voie terrestre pour le commerce de l'étain semble prouvée, à l'apogée de la civilisation de Tartessos. Cet itinéraire devait coïncider avec la route postérieure utilisée par la Rome antique et connue sous le nom Vía de la Plata. Le passage durant des siècles de cette route a mis en rapport les peuples de l'intérieur de l'Hispanie avec les peuples plus avancés du sud de l'Hispanie.
Les Vaccéens sont considérés comme le peuple le plus cultivé à l'ouest des Celtibères et se distinguent par une structure sociale spéciale, qui leur a permis d'exploiter avec succès les zones de culture du blé et les zones herbeuses du plateau occidental.

### Rite funèbre
La plus grande caractéristique des Vaccéens réside dans leurs rites d'incinération. Malheureusement, seulement six cimetières ont été découverts, et parmi eux, celui de Las Ruedas (Pintia) est pratiquement le seul qui ait été correctement excavé et étudié. Près de 70 tombeaux (pas tous complets) ont été examinés à Las Ruedas, et permettent de se faire une idée de la société des Vaccéens.
Ainsi, les restes de la communauté exhumée permettent d'établir une chronologie continue du début du IVe siècle av. J.-C. à la fin du Ier siècle de notre ère. Il n'y a pas de toute évidence un modèle clair de différenciation sociale. Au sommet de la hiérarchie sociale se trouvaient les élites équestres, dont les tombes comprennent de nombreux objets en métaux de très grande valeur (poignard damascène, selle très travaillée, etc.).
Au-dessous de cette strate sociale, deux niveaux additionnels de tombeaux « riches » ont été identifiés, contenant des objets de pouvoir et des armes. La plupart des personnes enterrées, plus de 80 %, ont des armes, des céramiques et des ornements simples en verre.
Les personnes en bas de l'échelle sociale étaient enterrées sans biens funéraires.
En outre, le cimetière devait également être un endroit de culte pour les vivants, comme on peut le déduire des marques externes sur les tombes, et le fait qu'elles ne sont pas l'une sur l'autre. L'identification d'une stratigraphie horizontale indique également que le cimetière a été tracé radialement.
Dans l'ensemble, la culture funèbre des Vaccéens est semblable aux traditions mortuaires de la zone des Celtibères.

#### Fonds antique
- Diodore de Sicile, Bibliothekes Istorikes.
- Paul Orose, Historiarum adversus Paganus.
- Polybe, Histoire : livre III.
- Tite-Live, Histoire romaine : livre XXI.
- Claude Ptolémée, Geographia.